# Ein Mann im schönsten Alter
Pour plus de détails, voir Fiche technique et Distribution.
Ein Mann im schönsten Alter est un film dramatique ouest-allemand réalisé par Franz Peter Wirth et sorti en 1964.
Il s'agit d'une adaptation du roman éponyme de Rudolf Schneider.

## Synopsis
Richard Mertens a en fait tout réussi dans la vie. Il travaille avec succès comme rédacteur en chef d'un magazine, avec à ses côtés une épouse extrêmement élégante et séduisante, Lucy. Et pourtant, il se demande si c'est tout ce qu'il y a à faire. Sa vie, marquée par la prospérité, le prestige social et la notoriété, lui semble infiniment vide. Il s'est depuis longtemps éloigné de son épouse, dont les sentiments à son égard semblent aussi refroidis que les siens envers elle. Les relations sont polies mais distantes, la forme l'emporte depuis longtemps sur l'intimité. Maintenir la façade est important pour elle.
Pour donner un coup de fouet à sa vie, Mertens s'est trouvé une jeune et jolie petite amie, Eva. Elle est collaboratrice de la rédaction et semble lui promettre tout ce qui lui manque tant dans son mariage figé dans les habitudes quotidiennes. Mais même avec sa maîtresse, Mertens reste coincé dans ses conventions et ses habitudes ; il n'est pas vraiment capable d'éprouver des sentiments sincères. Il essaie plutôt de souligner son statut d'homme à succès par encore plus de succès, de travail et d'argent, afin d'impressionner sa subordonnée Eva et de la fidéliser.
Un autre foyer de conflit naît de sa brouille avec son ancien ami d'enfance Ferrow. Un procès a lieu contre lui, que Mertens gagne grâce au parjure d'Eva. Le comportement de Mertens à cette occasion se révèle être symptomatique de toute sa personnalité. L'amour qu'il éprouve pour sa petite amie finit par se briser, la relation est définitivement rompue. À la fin, Mertens ne trouve plus de réconfort qu'auprès de Brigitte, la barmaid qui l'écoute patiemment.

## Fiche technique
- Titre original allemand : Ein Mann im schönsten Alter[1] (litt. « Un homme dans la force de l'âge »)
- Réalisation : Franz Peter Wirth
- Scénario : Franz Peter Wirth, Oliver Storz (de) d'après Rudolf Schneider
- Photographie : Karl Schröder (de)
- Musique : George Gruntz
- Décors : Rolf Zehetbauer
- Société de production : Maran-Film (Munich)
- Format : Noir et blanc
- Pays de production :  Allemagne de l'Ouest
- Langue originale : allemand
- Durée : 106 minutes
- Genre : drame
- Date de sortie :
  - Allemagne de l'Ouest : 17 janvier 1964

## Distribution
- Karl-Michael Vogler : Richard Mertens
- Pascale Audret : Eva
- Françoise Prévost : Lucy
- Marisa Mell : Brigitte, la barmaid
- Hellmut Lange (de) : Ferrow
- Hans Caninenberg (de) : Alfred von Xanten
- Sigfrit Steiner (de) : Scherbl, inspecteur de la police judiciaire
- Rosemarie Fendel : Margot
- Helmut Brasch (de) :
- Alexander May (de) :
- Peter Martin Urtel (de) :
- Sigrid Bischoff :